# オランダ病
オランダ病（オランダびょう、英: Dutch disease）またはオランダの罠とは、天然資源の輸出により製造業が衰退し失業率が高まる現象を表す経済用語の一つ。もとは1977年にイギリスの雑誌エコノミストによって造られた造語で、当時のオランダの製造業が1959年フローニンゲンのガス田発見以降傾いていたことを説明するためのものだった。

## 原因と対策
ある国が豊富な天然資源を見つけ、それを積極的に輸出し始めると、大きな貿易黒字を得ることができる。だが貿易黒字は自国の通貨高を招き、資源以外の輸出品は国際競争力を失う。そのため製造業が衰退し、そこで働いていた人々は失業者になっていく。それを防ぐために、資源輸出で得た収益の適切な投資と産業を多角化させることが求められる。

## 事例

### オランダ
語源となった事例。1960年頃、北海で膨大な天然ガスを産出するようになったオランダでは、1973年に発生した第一次石油危機の後、エネルギー価格高騰に伴う天然ガス売却収入の増大が起こり、この収入を原資に高レベルの社会福祉制度が構築された。しかし、天然ガス輸出拡大によって通貨ギルダーの為替レートが上昇し、同時に労働者賃金の上昇による輸出製品の生産コスト上昇も加わり、工業製品の国際競争力が急速に落ちたことから経済が悪化。経済の悪化に伴い、経済成長下で増大させた社会保障負担が財政を圧迫し、財政赤字が急増した。1982年のワッセナー合意により克服したとされる。

### ナイジェリア
ナイジェリアは1970年代から石油輸出により大きな収益を上げたが、通貨高によって以前の輸出品であるココアとピーナッツの収益が悪化して生産農家は衰退した。石油の収益は国家収入の大きな割合を占めたため課税が減り、税の使途への説明責任が薄れ、少数の人間を買収する利益誘導政治が横行し、適切な投資や公益事業が行われなかった。そのため1986年に世界的な原油価格暴落が起きると、ナイジェリアの生活水準はほぼ半分にまで悪化した。

### オーストラリア
2000年代に入ると、中国を始めとした新興工業国の産業が活性化。鉄鉱石をはじめとした天然資源の価格は上昇し、多くの資源を保有するオーストラリア・ドルの為替レートも上昇した。しかし、2010年代に入ると豪ドル高のまま住宅価格が下落、銀行業界の資金難、やがては需要の一巡による資源の価格低迷に直面することとなった。国内の技能職の賃金も上昇を続けた結果、国内の製造業の多くが採算悪化のため新興工業国に工場を移転するようになり、国内の製造業の凋落が顕著になった。自動車産業の例では、隣国のニュージーランドと合わせても総人口3000万人に満たない限られた国内市場および労働者賃金の上昇のため製造部門の採算性が悪化しており、2016年にフォードが、2017年にはゼネラルモーターズとトヨタが組立工場を閉鎖する方針を打ち出しており、オーストラリアの国産自動車が消滅する危機を迎えている。

### ロシア
ロシアでは1990年代後半から原油輸出を拡大させ、5％台の高い経済成長率を維持してきたが、その伸びが鈍化しつつある。天然資源輸出が経済成長を支えていることからオランダ病が危惧されている。そのためロシアは2000年代後半から産業多角化に力をいれることで対策としている。